# Refinadora Costarricense de Petróleo
La Refinadora Costarricense de Petróleo (RECOPE) considerada la empresa más grande de Centroamérica, con 61 años de existencia, enfoca sus operaciones a atender las labores de importación y distribución de los combustibles que demanda Costa Rica, misión que le fue encomendada desde su creación en 1963, y que conservó tras su nacionalización en 1974.
Para cumplir su misión y visión, RECOPE ha construido el Sistema Nacional de Combustibles, conformado por el muelle petrolero,  localizado en Moín, Limón, zona del Caribe, donde se reciben los embarques de materias primas; el poliducto, un complejo único en Centroamérica, por medio del cual se bombea el producto  desde Moín hasta Barranca en Puntarenas, atravesando prácticamente todo el país de este a oeste, siendo el medio más seguro y económico para el trasiego de combustibles limpios, como gasolinas, diésel y combustibles de aviación;  así como  cuatro planteles de distribución, venta y almacenamiento, que se  interconectan por medio de las líneas de tubería. 
El plantel con mayor actividad comercial y operativa se ubica en Moín, donde se encuentra también  la planta de refinación,  el parque de almacenamiento más grande del país  y la estación de bombeo de producto hacia la meseta central. Le siguen las terminales de El Alto de Ochomogo en Cartago,  La Garita en Alajuela y Barranca en Puntarenas.  También cuenta con instalaciones para el suministro de combustible a las aeronaves en los aeropuertos internacionales Juan Santamaría Alajuela, Daniel Oduber en Liberia, así como en el Tobías Bolaños en  Pavas,  San José y en el Aeropuerto de Limón.  Las estaciones de bombeo están en Moín, Siquirres, Turrialba y El Alto de Ochomogo.
La capacidad total de almacenamiento de RECOPE es de aproximadamente 3.495.000 barriles. El país consume cerca de 50.000 barriles por día, esto significan casi 70 días de inventario, lo que le permite a RECOPE cumplir su misión de abastecer el suministro combustibles en Costa Rica en forma ininterrumpida, operando las 24 horas del día, los 7 días de la semana.
Los productos que comercializa RECOPE son: Gasolina Súper (RON 95), Gasolina Plus 91(RON 91), Diésel 50 (50 ppm máximo en contenido de azufre), combustible de aviación Jet-A1, Gasolina de aviación AV-GAS, Queroseno, Asfalto AC-30, Búnker, Gas Licuado de Petróleo, IFOS, Emulsión Asfáltica, Diésel Pesado (Gasóleo), Nafta Pesada, y mantiene un proyecto piloto de distribución de gasolina mezclada con Etanol, en el plantel Barranca, que se distribuye solo en las provincias de Puntarenas y Guanacaste, con la idea de extenderlo a todo el país próximamente. 
En el  área de investigación se cuenta con una planta experimental de biodiésel y por medio de pasantías y convenios se trabaja con universidades estatales y centros de investigación  en el desarrollo de combustibles alternativos como los biocombustibles, el gas natural  y el hidrógeno.